# Poecilocampa canensis
Poecilocampa canensis är en fjärilsart som beskrevs av Milliére 1876. Poecilocampa canensis ingår i släktet Poecilocampa och familjen ädelspinnare. Inga underarter finns listade i Catalogue of Life.